# Theatergroep Hollandia
Theatergroep Hollandia werd in 1985 opgericht door regisseur/artistiek leider Johan Simons en co-regisseur/musicus Paul Koek, en was een fusie van het Wespetheater en Theaterensemble Acht Oktober. Thuishaven was Zaandam. In 2001 fuseerde Theatergroep Hollandia met Het Zuidelijk Toneel tot ZT Hollandia.
Theatergroep Hollandia wou theater maken buiten de stad Amsterdam, als aanvulling op het reguliere theateraanbod, op plaatsen waar dit normaliter niet plaatsvindt (locatietheater), voor een publiek dat anders niet met theater in aanraking komt. Focus van het werkgebied was het platteland van Noord-Holland, maar het gezelschap trad ook op in Vlaanderen, onder meer in Antwerpen (deSingel). De producties van Hollandia gingen vaak over het bestaan op het platteland of de tegenstelling tussen platteland en stad.
Nadat ZT Hollandia in 2005 ophield te bestaan, werd Johan Simons artistiek leider van NTGent en begon Paul Koek De Veenfabriek in Leiden.

## Medewerkers
Onder meer volgende mensen werkten voor Theatergroep Hollandia: 

### Regie
Paul Koek, Johan Simons, Jeroen Willems

### Spel
Hendrik Aerts, Elsie de Brauw, Tom de Ket, Henriëtte Koch, Paul Koek, Peter Paul Muller, Frieda Pittoors, Betty Schuurman, Jos Verbist, Benjamin Verdonck, Jeroen Willems, Fedja van Huêt, Frank Lammers, Hadewych Minis, Aus Greidanus Jr., Gijs Naber, Thekla Reuten, Gonny Gakeer

### Muziek
Paul Koek, Johan Kolsteeg, Peter van Bergen

### Decorontwerp
Leo de Nijs, Elian Smits

### Kostuums
Dirkje Abbenes, Mieja Hollevoet, Valentine Kempynck

## Prijzen
- Albert van Dalsumprijs 1996 (ingesteld door het Amsterdamse Fonds voor de Kunst) voor de voorstelling Fenicische vrouwen

## Producties
Hier volgt een lijst van producties door Theatergroep Hollandia (met premièredatum).

### 1985
- Bruidssuikers (1985-12-07)

### 1986
- Ella (1986-05-31)
- La paloma (1986-07-24)
- Kamikaze (1986-11-10)

### 1987
- Gust (1987-05-02)
- Beton (1987-07-02)

### 1988
- Doof (1988-01-22)
- Het liefdesdrama (1988-05-05)
- Indivina (1988-09-24)
- Boeren sterven (1988-10-21)
- Suus! (1988-11-11)

### 1989
- Rei! (1989-02-08)
- Prometheus (1989-06-01)

### 1990
- Teorema (1990-01-29)
- Achterland (1990-04-02)
- Doodtij (1990-04-02)
- Fausto & Giulia (1990-04-02)
- Wormrot (1990-04-02)
- De tuinman en de dood (1990-04-03)
- Het gat (1990-04-03)
- Juist (1990-04-03)
- Tapgenoten (1990-04-03)
- Vluchtelingen (1990-04-03)
- Voer (1990-04-03)
- Ossi-Town (1990-06-01)
- Hey, hey! (1990-09-15)
- Bethlehem Hospital: William Blake in Hell (1990-10-11)

### 1991
- Stallerhof (1991-02-01)
- Meer niet (1991-02-08)
- Herakles (1991-03-18)
- Medea (1991-03-18)
- Körper brennen (1991-06-07)
- La musica twee (1991-10-10)
- Penthesilea (1991-10-21)

### 1992
- Plattling (1992-02-05)
- Woyzeck (1992-11-20)

### 1993
- Helden (1993-03-12)
- Sjaan! (1993-03-12)
- De graai naar de graal (1993-03-14)
- Jeanne (1993-03-14)
- Der Fall / Dépons (1993-04-29)
- De dienslift (1993-06-03)
- Wormrot / Vuurvonk (1993-06-13)
- M is muziek, monoloog en moord (1993-10-30)
- Leonce en Lena (1993-12-02)
- Gelukkige dagen (1993-12-14)

### 1994
- Het slijpen (1994-02-17)
- De prins op Wiereland (1994-03-04)
- Dik, Abe, Johnny en Hansje (1994-03-17)
- Dood water (1994-04-07)
- Perzen (1994-11-17)

### 1995
- Scherven (1995-02-02)
- Der Stein (1995-03-03)
- De laars en zijn sok (1995-03-16)
- Yankeeweiland (1995-03-16)
- De val van Mussolini (1995-05-31)
- Ouderdomsvlekken (1995-05-31)
- Varkensgras (1995-06-20)
- Op hoop van zegen (1995-06-28)
- De zee van twijfel (1995-07-06)
- Oresteia (1995-10-12)

### 1996
- Korbes (1996-01-11)
- Wat ik graag zou zijn, als ik niet was wat ik ben. Hoofdstuk 2: (1996-02-20)
- Kadavercantate (1996-02-28)
- Noordpunt - Zuidpunt: Mechtild Prins (1996-04-01)
- Noordpunt - Zuidpunt: Judith de Rijke (1996-04-22)
- Fenicische vrouwen (1996-05-08)
- Teleluna (1996-06-14)
- Varkensstal (1996-09-14)
- Sú-pa (1996-12-18)

### 1997
- Twee stemmen (1997-04-11)
- Kingcorn of Zogezegd en alles (1997-05-20)
- Machine agricole (1997-05-20)
- Menuet (1997-06-20)
- Tomorrowland (1997-10-01)
- Ach Deken! Deken ach! Mijn waarde Wolff! (1997-10-09)
- De drie mannen van Ypsilanti (1997-10-15)
- Whale Tale Rebekka A. Ingimundardóttir (1997-10-22)

### 1998
- Industrieproject 1: KLM Cargo (1998-01-31)
- Vlieg-tuig (1998-04-22)
- Ifigeneia in Aulis (1998-05-06)
- Oldenbarnevelt (1998-06-12)
- De man met de hamer (1998-06-27)
- Wolfsjong (1998-09-05)
- Het Rotterdam Project (1998-09-16)
- The Bitch Who Cares / Dansnacht (1998-10-09)
- Fantastic Rhythm (1998-10-26)
- Mijlpaal er trilt iets (1998-11-01)
- De bitterzoet (1998-11-17)

### 1999
- Ongebluste kalk (1999-01-27)
- Vroeger (1999-04-01)
- Biotex (1999-05-01)
- Een wereld van papier zal heel de wereld wezen (1999-05-25)
- De val van de goden (1999-09-23)
- Lena en Willem (1999-10-13)
- Bloeddorst (1999-12-20)
- Lamento d'Arianna (1999-12-21)

### 2000
- Bloeddorst (2000-01-21)
- Alpe d'Huez (2000-06-15)
- Konzert für... (2000-06-15)
- Judith (2000-06-17)
- Vuile dieve (2000-11-04)
- Triumph of Spirit over Matter (2000-12-01)